# Нащекино (Раменский район)

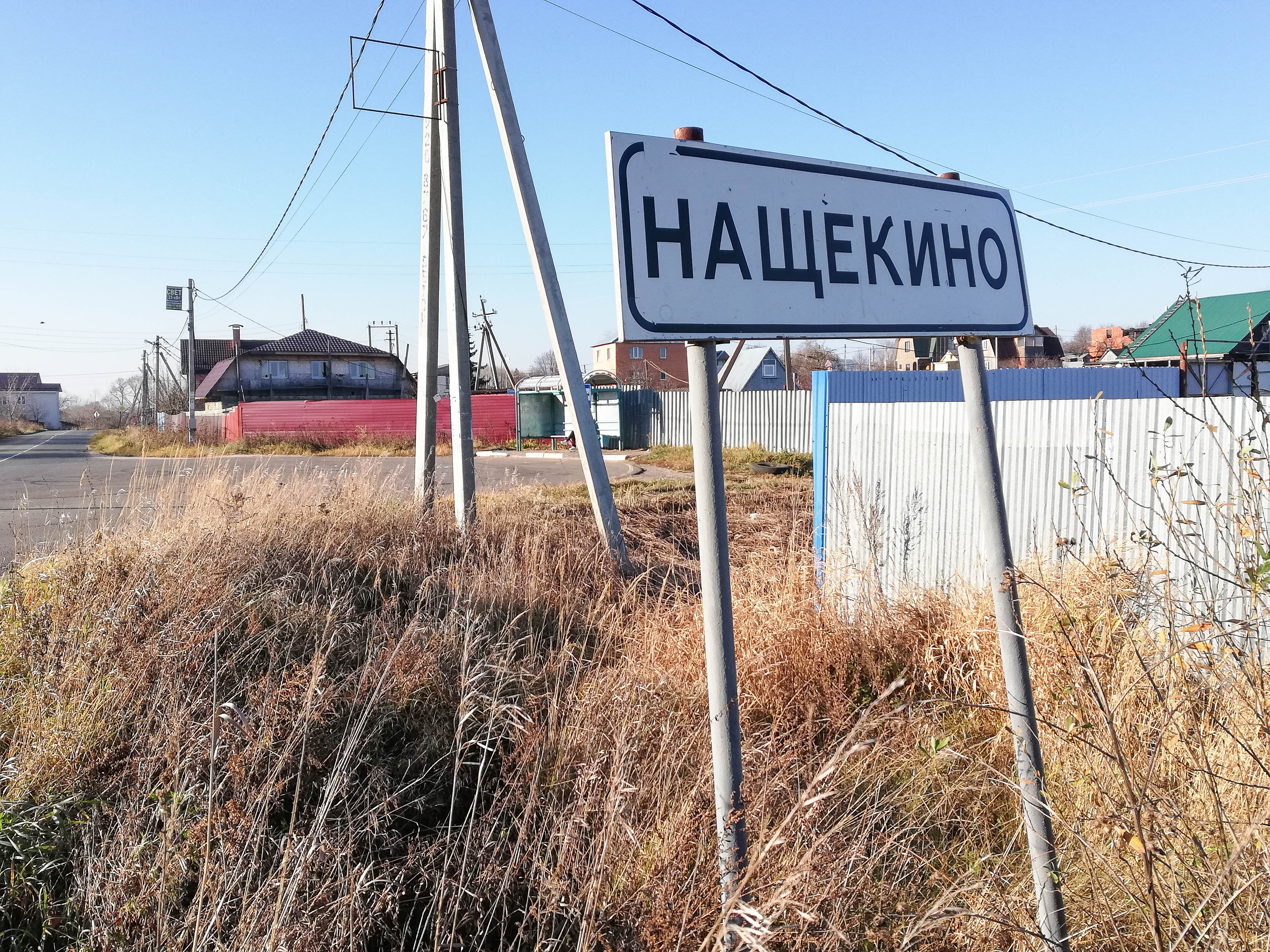
Указатель въезда в деревню

Наще́кино — деревня в Раменском муниципальном районе Московской области. Входит в состав сельское поселение Ганусовское. Население — 120 чел. (2010).

## Название
Название связано с некалендарным личным именем Нащека.

## География
Деревня Нащекино расположена в юго-западной части Раменского района, примерно в 25 км к юго-западу от города Раменское. Высота над уровнем моря 138 м. Рядом с деревней протекает река Гнилуша. Ближайший населённый пункт — деревня Воловое.

## История
В 1926 году деревня являлась центром Нащекинского сельсовета Жирошкинской волости Бронницкого уезда Московской губернии.
С 1929 года — населённый пункт в составе Бронницкого района Коломенского округа Московской области. 3 июня 1959 года Бронницкий район был упразднён, деревня передана в Люберецкий район. С 1960 года в составе Раменского района.
До муниципальной реформы 2006 года деревня входила в состав Ганусовского сельского округа Раменского района.

## Население
| 1926 | 2002 | 2010 |
| ---- | ---- | ---- |
| 299  | ↘112 | ↗120 |

В 1926 году в деревне проживало 299 человек (117 мужчин, 182 женщины), насчитывалось 70 крестьянских хозяйств. По переписи 2002 года — 112 человек (55 мужчин, 57 женщин).